# 프란츠 슈레커
프란츠 슈레커 (Franz Schreker, 1878년 3월 23일 모나코 ~ 1934년 3월 21일 베를린)는 오스트리아의 후기낭만주의 작곡가이자 지휘자, 그리고 음악교육가이다.
오페라의 작곡에 가장 비중을 두었으며, 낭만주의, 자연주의, 상징주의, 인상주의, 표현주의, 그리고 신즉물주의가 섞인 미학상 다양성이 돋보이는 기법을 개발했다. 이와 더불어 실험적인 음색, '확장된 조성' 기법, 그리고 종합 예술 개념을 20세기 음악계에 선보였다. 생존 당시 오페라 작곡가로서 명성이 높아, 1920년대에 그는 리하르트 바그너 다음으로 중요한 오페라 작곡가로 다루어질 정도였으며, 그의 오페라가 리하르트 슈트라우스의 오페라보다 자주 공연 되기도 했다.
슈레커는 1920년대 후반부터 독일의 국가사회주의 정치인들의 문화정책의 탄압대상이 되었고, 국가사회주의 독재정권이 수립되고서 그의 작품은 퇴폐예술로 선정되어 1933년 이후에는 거의 잊혀졌다. 1970년대 후반에 이르러서야 그의 작품은 다시 관심을 얻기 시작하였으며 일종의 슈레커 르네상스를 맞이하여 오늘날까지 지속되고 있다.

## 작품목록

### 극장작품 (오페라)
- 1901 – 1902: 단막의 오페라 《불꽃》 Flammen - 1 Akt
- 1912: 3막의 오페라 《아득한 소리》 (1912년 8월 18일 프랑크푸르트 초연) Der ferne Klang - Oper in 3 Aufzügen
- 1913: 2막의 오페라 《오르골과 공주》 (1913년 3월 15일, 프랑크푸르트와 빈에서 동시 초연) Das Spielwerk und die Prinzessin - 2 Akte, Prolog
- 1915: 《오르골》 (《오르골과 공주》의 개작) Das Spielwerk
- 1918: 3막의 오페라 《낙인찍힌 자들》 (1918년 4월 25일, 프랑크푸르트 초연) Die Gezeichneten - Oper in 3 Akten
- 1920: 프롤로그와 4막, 간주곡, 에필로그로 구성된 오페라 《보물 사냥꾼》 (1920년, 프랑크푸르트 초연) Der Schatzgräber - Oper mit Vorspiel, 4 Akten, Nachspiel
- 1924: 3막의 오페라 《이레로헤》 Irrelohe
- 1924 – 1928 : 2막 3경의 오페라 《크리스토포로스, 혹은 오페라의 환영》 Christophorus, oder Die Vision einer Oper - Vorspiel, 2 Akte (3 Bachder)
- 1927 – 1928 : 《노래하는 악마》 Der singende Teufel
- 1929 – 1932 : 3막의 오페라 《헨트의 대장장이》 (1932년 10월 29일, 베를린 초연) Der Schmied von Gent
- 1933 – 1934 : 《멤논》 (미완성, 전주곡과 초고만 남음) Memnon

### 연주회용 관현악 작품
- 1896: 현악 합주와 하프를 위한 《사랑의 노래》 Liebeslied für Streichorchester und Harfe
- 1899: 《스케르초》 Scherzo
- 1899: 《교향곡 가단조》 Op.1 (4악장은 분설됨) Symphonie a-moll
- 1900: 《현악 합주를 위한 스케르초》 Scherzo für Streichorchester
- 1900: 《현악 합주를 위한 간주곡》 (나중에 낭만적 모음곡의 제3곡으로 전용) Intermezzo - Satz für Streichorchester
- 1900: 관현악 반주부 여성 합창곡 《시편 제116번》 Op.6 Der 116. Psalm für Frauenchor und Orchester
- 1902: 관현악 반주가 딸린 합창곡 《백조의 노래》 Op.11 Schwanengesang für Chor und Orchester
- 1902-1903: 대관현악과 오르간을 위한 《에케하르트 서곡》 Op.12 Ekkehard, symphonische Ouvertüre furgroßes Orchester und Orgel
- 1903: 《낭만적 모음곡》 Op.14 Romantische Suite
- 1904: 《환상적 서곡》 Op.15 Phantastische Ouvertüre
- 1905: 오스카 와일드 동명 원작에 의한 동화 무도음악 《왕녀의 생일》 Der Geburtstag der Infantin, nach dem gleichnamigen Märchen von Oscarfilde
  - 1923: 관현악 모음곡 《왕녀의 생일》 Suite für Orchester
  - 1927: 관현악을 위한 마임 《스페인의 축제》 Pantomime Spanisches Fest fur Orchester
- 1908: 《축전 왈츠과 왈츠풍 간주곡》 Festwalzer und Walzer intermezo
- 1908: 《느린 왈츠》 Valse lente
- 1908-1909: 대관현악을 위한 《무용극 (로코코)》 - Ein Tanzspiel (Rokoko) für großes Orchester
- 1909: 소관현악을 위한 마임 《바람》 Der Wind - Pantomime fürkleines Orchester
- 1909: 《아득한 울림 中 야상곡》 Nachtstück aus der Oper Derferne Klang
- 1909: 《중성을 위한 가곡》 Fünf Gesänge (관현악 편성은 1920년)
- 1913: 《어떤 극작품의 전주곡》 (《낙인찍힌 사람들》의 1막 전주곡의 원형) Vorspiel zu einem Drama (zusammengestellt aus Teilen der Oper Die Gezeichneten)
- 1916: 《실내 교향곡》 (대편성을 위한 신포니에타로도 구상) Kammersymphonie (auch füröere Besetzung als Sinfonietta)
- 1918: 《보물 사냥꾼 간주곡》 Symphonisches Zwischenspiel aus der Oper Der Schatzgräber
- 《서정 가곡집》 Lyrische Gesänge (월트 휘트먼의 원시에 의한, 관현악 편성은 1929년)
- 1928: 《실내 관현악을 위한 작은 모음곡》 Kleine Suite für Kammerorchester
- 1929 – 1930: 《관현악을 위한 네 개의 소품》 Vier kleine Stücke fürgroßes Orchester
- 1932 – 1933: 멜로드라마 《인터페르네스의 여인》 Das Weibdes Intaphernes - Melodram
- 1933: 《멤논 전주곡》 Vorspiel zueiner großen Oper (aus der unvollendeten Oper Memnon)

### 기타
- 초기의 합창곡
- 초기의 피아노곡
- 가곡 (40여곡)